# Вержбицкий, Анджей
Анджей Вержбицкий (пол. Andrzej Wierzbicki; 7 июня 1877, Российская империя — 11 февраля 1961, Варшава) — польский политик и переводчик, депутат Законодательного сейма I и IV созывов Второй Польской Республики; главный директор Центрального союза предпринимателей Польши «Левиатан».

## Биография
Анджей Вержбицкий родился 7 июня 1877 года в местечке Хаве (пол. Chawie) в семье Анджея Вержбицкого (старшего) и Марии (в девичестве Менчинской). Окончил Четвёртую гимназию в Варшаве, а затем Санкт-Петербургский практический технологический институт по специальности «технология машиностроения» (1903).
В Санкт-Петербурге он был одним из организаторов и активистов Ассоциации польской молодёжи «Зет».
В 1903—1912 годах он работал инженером Русского общества электрических дорог и электрического освещения, одновременно занимая должности секретаря, вице-президента Механического отделения и члена Совета Общества фабрикантов в Петербурге.
В 1912 году он принял должность директора Общества промышленников Царства Польского и переехал с семьей из Петербурга в Варшаву. До 1914 года он был членом Национальной лиги — польской политической партии, созданной в рамках национально-демократического течения. В 1913 году он стал членом Национально-демократической партии Польши.
Во время Первой мировой войны он был членом Центрального гражданского комитета и Главного совета благосостояния. В 1918 году назначен членом Государственного совета.

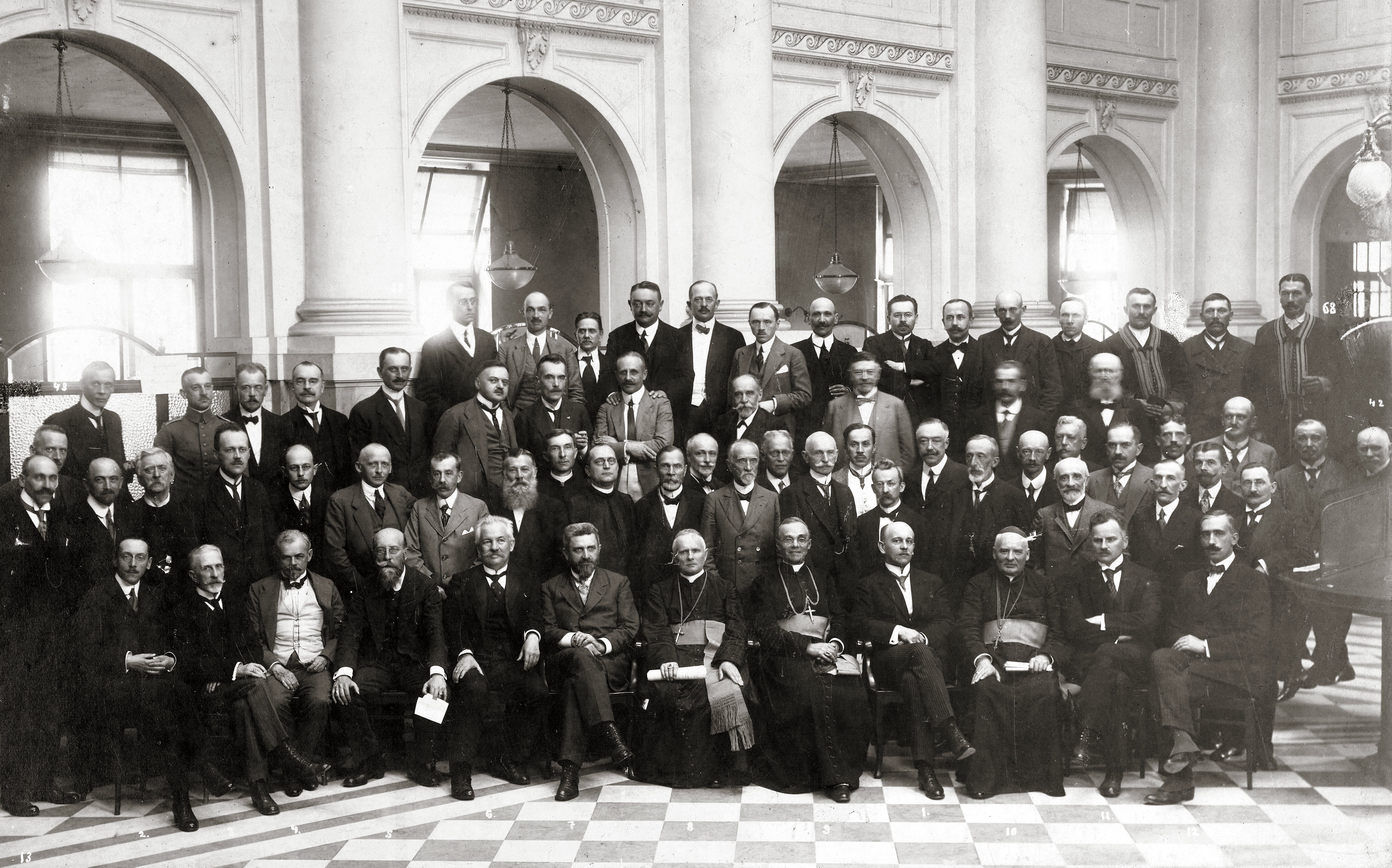
Государственный совет (Польша, 1918) (1918)

После восстановления независимости Польши он был управляющим, а затем президентом Центрального союза польской промышленности, горнодобывающей промышленности, торговли и финансов «Левиатан». От имени Польского национального комитета он возглавлял в 1918—1919 гг. польскую экономическую делегацию на Парижской мирной конференции.
В октябре 1918 года он занял должность министра промышленности и торговли в правительстве премьер-министра Юзефа Свежиньского, назначенного Советом Регентства.

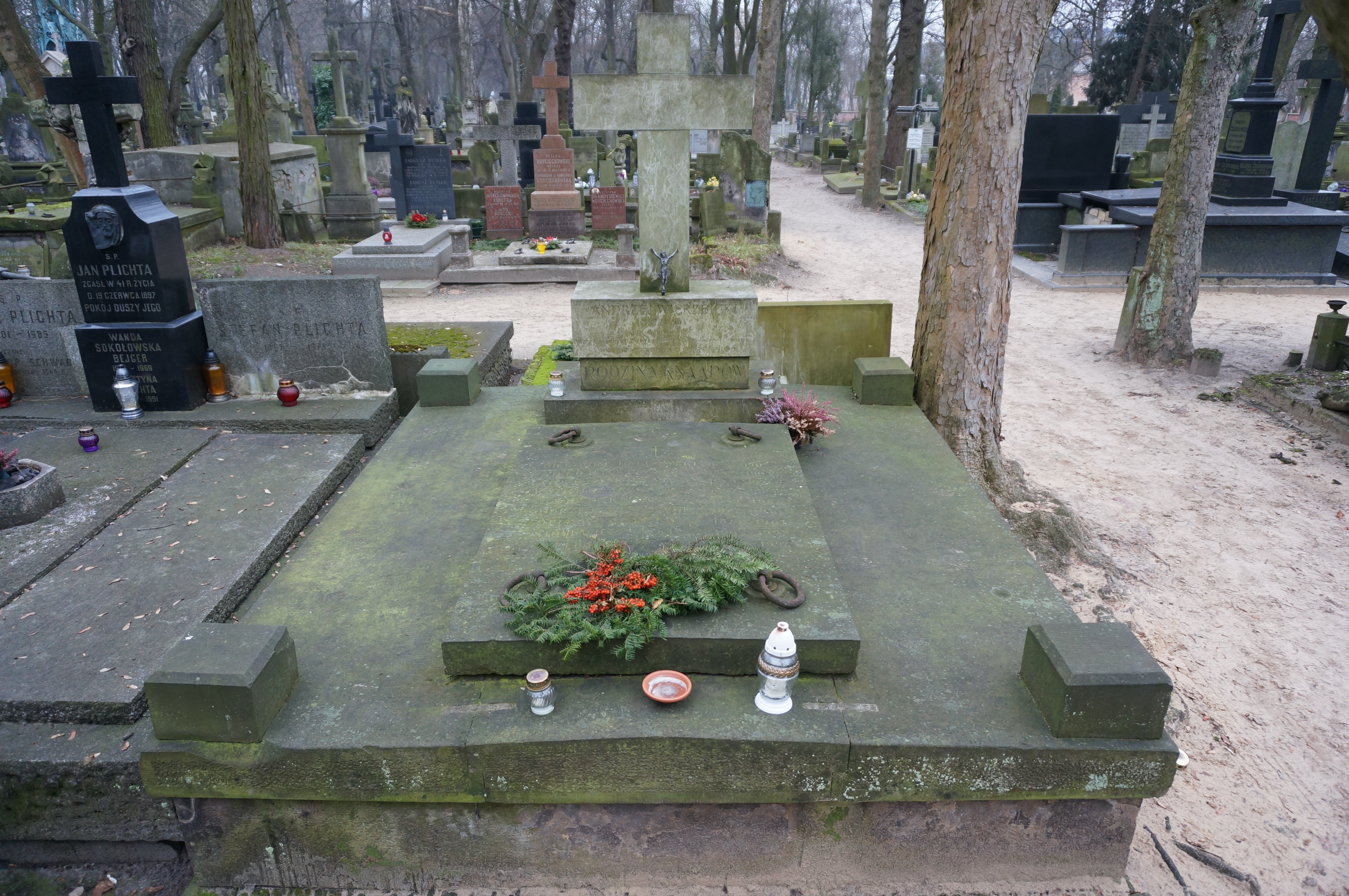
Могила Вержбицкого

В 1919—1927 и 1935—1937 годах Анджей Вержбицкий был депутатом Сейма Республики Польша.
В 1939 году, после начала Второй мировой войны, когда Вермахт вторгся в Польшу, а Красная армия ударила в спину сражающимся с гитлеровцами полякам, Вержбицкий вошёл в гражданский комитет при командующем армией «Варшава»; принимал участие в обороне Варшавы за что был награждён Крестом Храбрых.
После войны А. Вержбицкий занимался проблемами восстановления страны и освоения возвращенных территорий и зарабатывал деньги переводами с русского языка на польский.
Анджей Вержбицкий умер 11 февраля 1961 года в Варшаве и был похоронен на кладбище Старые Повонзки.